# 第4回帝国議会
第4回帝国議会（だい4かい ていこくぎかい）は、1892年（明治25年）11月29日に開会された大日本帝国の帝国議会（通常会）。会期終了は翌1893年（明治26年）2月28日。

## 経緯・概要

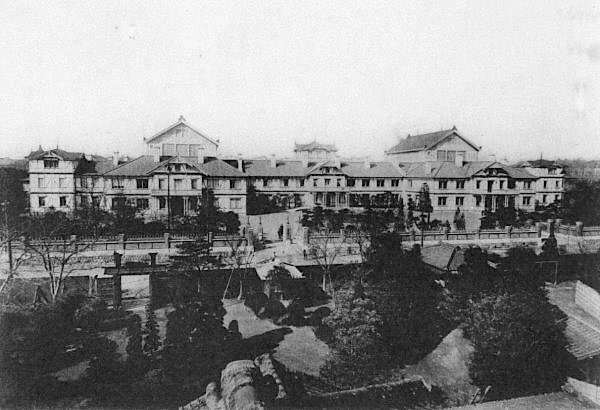
当時の仮議事堂

第1次松方内閣の首相松方正義は、第3回帝国議会閉会直後、後継に伊藤博文を推薦して辞意を表明した。
しかし伊藤は簡単に引き受けようとはしなかった。彼は、第2回衆議院議員総選挙に先立って明治天皇に奏上し、自分に政党を組織させてほしい、大成会を基盤として速やかに天皇主権の政党をつくり、自由民権運動の流れを汲む民党勢力と対抗する以外に内閣を支援する方法はないと切言したが、周囲からは妨害され、説得されて政党を率いる彼の願いは押さえ込まれた。その一方で衆院選挙では流血をともなう選挙干渉がなされ、事後を解決すべき松方内閣も閣内不統一などの不安定材料をかかえて長続きしなかったので、彼は憤懣にたえない状態だったのである。松方より後任に推薦されはしたが、伊藤は松方の真意を疑っていた。そこで6月29日、三田の松方邸で元老会議が開かれ、そこで今後の基本方針が決定されることとなった。伊藤は「黒幕勢揃」すなわち元勲総出でなければこの難局は切り抜けられないし、そうでなければ引き受けないと主張した。
「明治政府末路の一戦」を訴える伊藤に対し、内心伊藤の風下に立ちたくない山縣有朋も最終的には応じ、井上馨、黒田清隆、大山巌とともに伊藤を含めた5元勲が新内閣に加わり、衆議院に影響力のある陸奥宗光、後藤象二郎、河野敏鎌も入閣した。組閣は難航し、3週間もの迷走期間をともなったが、8月8日、ようやく第2次伊藤内閣が始動した。

### 開会
第4回帝国議会の開会は11月29日に予定されていたが、その前々日の11月27日、伊藤首相は自身の乗った人力車が小松宮妃の馬車と接触する事故にあい、投げ出された伊藤は顔面を強打して重傷を負った。前歯・犬歯が折れ、口の中を切り、脳しんとうの後遺症も負った伊藤は執務不能となった。しばらくの間、井上内相が首相臨時代理となり、伊藤の回復まで黒田・山縣と3人で議会対策にあたることとなった。
第4回帝国議会の衆議院議長は自由党の星亨であった。政府は衆議院に歳出8,375万円の予算案を提出した。星は政府の出した予算案に大なたをふるい、予算委員会は政府案の884万円を削減し、新規軍艦建造費は全額削除された。
1893年に入って関係閣僚会議が開かれ、削減に応じる代わりに衆議院にも譲歩させるという、第1回帝国議会で採用されたような妥協案に固まりかけていたが、山縣は1つ譲歩すれば際限がなくなると反対した。政府は、議会が甲鉄艦の予算を認めれば地租軽減に応じてもよいという考えだったが、議会の狙いは倒閣にあったので軍艦製造費復活の見込みはなかった。そこで政府は交渉をあきらめ、貴族院に地租修正案を否決させ、衆議院とは対決姿勢で向き合うこととした。伊藤と井上は書面で連絡をとりあい、衆議院との対決路線で一致することを約し、閣議での了承を得た。

### 和衷協同の詔勅

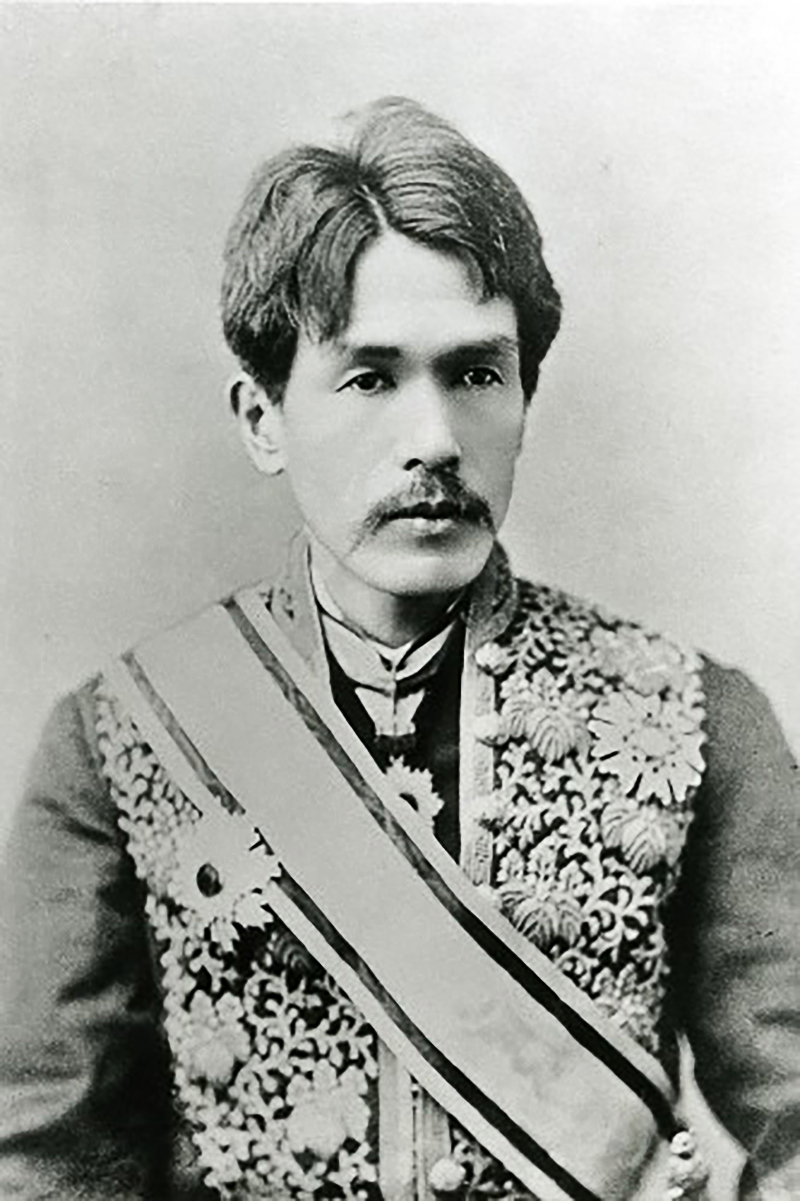
井上毅

「政府の智嚢（知恵袋）」と称された井上毅は、「治乱の機は、まさに今日にあり」として「非常の悪機会こそ非常の好機会」であると述べ、「今、何もしなければ将来どんな善後策を施しても無益」であるとの見解を示して、決定的瞬間が訪れたら詔勅を発して一挙に事態を打開すべきと献策した。これは第三議会以来、井上毅が温めていた秘策であった。政府が瀬戸際の状態に追い込まれた決定的瞬間こそ、非常の悪機会すなわち非常の好機会であった。それが、1893年2月10日に出された「和衷協同の詔勅（和協の詔勅）」であった。正式名称は「在廷ノ臣僚及帝国議会ノ各員ニ告ク詔勅」であり、政府にとっては奥の手であった。具体的には、軍艦建造費として宮廷費の節約分と文武官の俸給の1割を出すので、議会も政府に協力せよとの天皇命令であった。
この詔勅は絶大な効果を発揮して予算は成立し、こののち、民党第一党の自由党は「詔勅遵奉」の姿勢を示して政府に接近した。また、自由党の主張の中身もまた民力休養論的なものから「対外硬」的内容へと変化していった。国民協会も「詔勅遵奉」に同意した。改進党は、政府と行政整理を協議する委員会を設置することを条件に遵奉を決定、13日に改進党の提案が成立して河野広中・尾崎行雄・島田三郎・柴四朗ら9名が委員に選任された。そして、15日に星衆議院議長と蜂須賀茂韶貴族院議長が揃って明治天皇に対して「詔勅遵奉」を報答した。
予算については、再査定や費用科目の変更などを行った後、削減額を267万円（うち六十七条対象分は198万円）、新艦建造費は21万円だけ減らすこと、文武官俸禄献納額を148万円とすることで合意に達し、22日に修正された予算案が衆議院を通過、4日後には貴族院も通過した。